# Grottaferrata
Grottaferrata är en ort och kommun i storstadsregionen Rom, innan 2015 provinsen Rom, i regionen Lazio i Italien. Kommunen hade 20 567 invånare (2018) och gränsar till kommunerna Castel Gandolfo, Ciampino, Frascati, Marino, Monte Porzio Catone, Monte Compatri, Rocca di Papa, Rom. Grottaferrata är en av de sexton städerna i området Castelli Romani.
Grottaferrata är känt för sitt stora, vid 1000-talets början grundade kloster, som omfattar byggnader från olika tider, dekorerade med mosaiker och fresker.

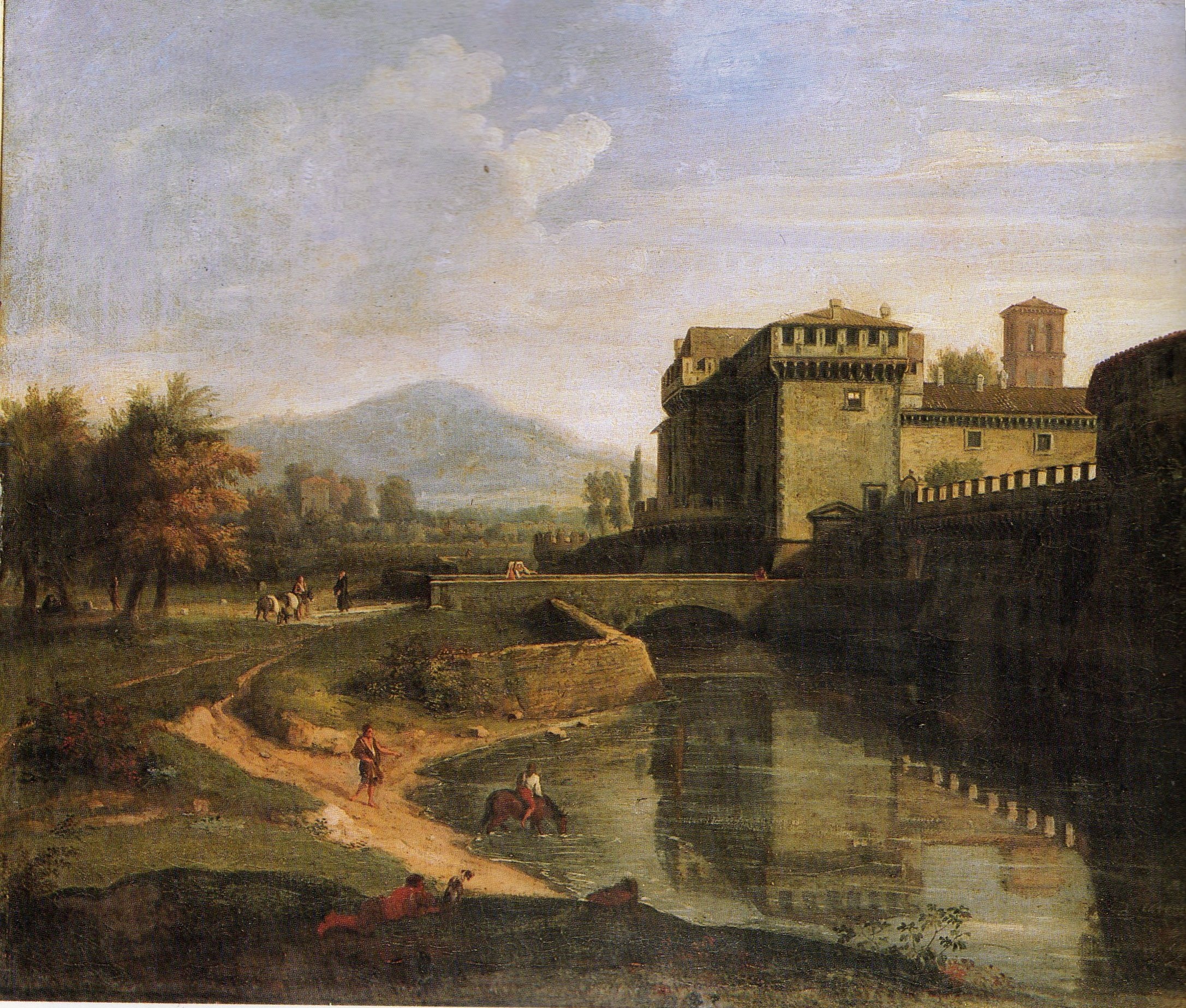
Grottaferrata av Franz Karl Kebel